# 몬트리올 은행
몬트리올 은행(Bank of Montreal, 프랑스어: Banque de Montréal)은 캐나다에서 세 번째로 큰 은행이다.
1817년 설립된 몬트리올 은행은 캐나다에서 제일 오래된 은행이며, BMO 금융그룹(Bank Of Montreal Financial Group)의 계열사이다. 몬트리올 은행은 포브스 선정 글로벌 2000대 기업 중 84위를 차지했다.
2025년 8월 손흥민이 새로 이적한 LAFC의 유니폼 중앙에 써있는 스폰서이기도 하다.

## 역사
1817년 11월 3일 캐나다 퀘벡주 몬트리올에서 창립했다. 오늘날 몬트리올 은행은 캐나다를 비롯 전 세계에 1,100개가 넘는 지점을 갖춘 세계적인 은행으로 성장했다. 1977년 본사를 몬트리올에서 캐나다 금융의 중심지인 토론토로 이전했다. 하지만 상징적으로 법적인 본사는 몬트리올에 적을 두고 있다.

### 인수 합병
아래 표시된 연도에 몬트리올 은행은 아래의 은행들을 인수했다.
- 캐나다 상업은행(Commercial Bank of Canada, 1868년)
- Yarmouth 외환은행(Exchange Bank of Yarmouth, 1903년)
- 할리팩스 시민은행(People's Bank of Halifax, 1905년)
- 뉴브런스윅 시민은행(People's Bank of New Brunswick, 1907년)
- 브리티쉬 노스 아메리카 은행(Bank of British North America, 1918년)
- 캐나다 무역투자은행(Merchants Bank of Canada, 1922년)
- 몰슨 은행(Molson Bank, 1925년)

## 같이 보기
- 토론토 도미니온 은행
- 스코샤 은행
- 퀘벡주
- 몬트리올
- 토론토